# Danuta Stefańska
Danuta Stefańska–Majewska (ur. 20 marca 1919 w Sobótce-Kolonii, zm. 2 sierpnia 1944 pod Szczęśliwicami) – polska siatkarka, koszykarka i piłkarka ręczna, a także żołnierka Armii Krajowej.
Była pracownikiem umysłowym. Amatorsko uprawiała sport (siatkówkę, koszykówkę i piłkę ręczną w AZS Warszawa). Mistrzyni Polski w siatkówce w 1939 i wicemistrzyni Polski koszykówce i piłce ręcznej w tym samym roku. Podczas okupacji hitlerowskiej działała w tajnych organizacjach sportowych. Od 1942 w konspiracji (Armia Krajowa). W czasie powstania warszawskiego żołnierka pułku Garłuch. Podczas przedzierania się do Puszczy Kampinoskiej wzięta do niewoli przez Niemców i rozstrzelana 2 sierpnia 1944 wraz z 22 innymi żołnierzami AK (w miejscu ich śmierci znajduje się kamień pamiątkowy). Pośmiertnie (w 1982) odznaczona Warszawskim Krzyżem Powstańczym.